# Pfarrkirche Bischofstetten

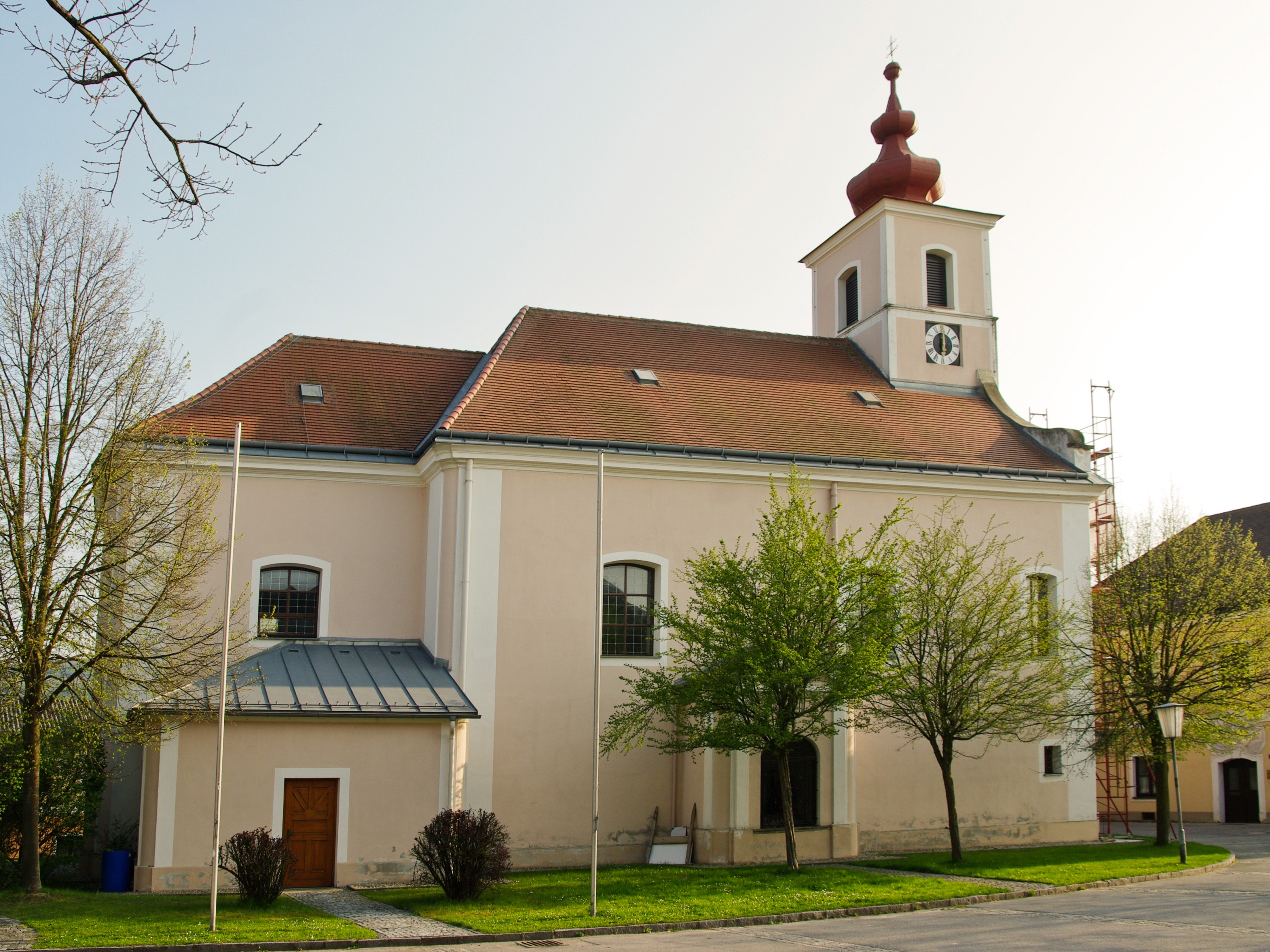
Kath. Pfarrkirche hl. Agatha in Bischofstetten

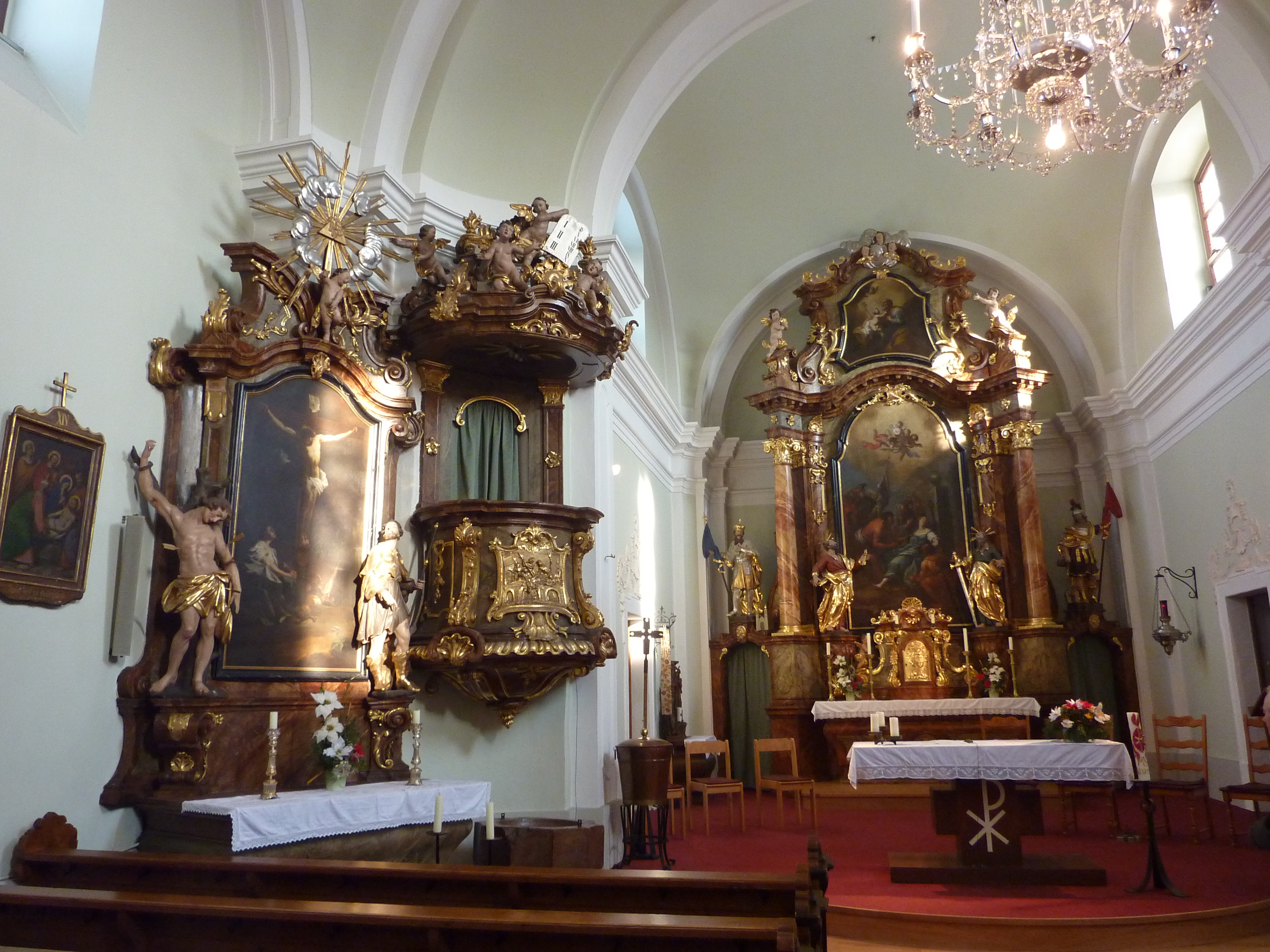
Vom Langhaus zum Chor

Die römisch-katholische Pfarrkirche Bischofstetten steht erhöht im Nordosten des Ortes Bischofstetten in der Marktgemeinde Bischofstetten im Bezirk Melk in Niederösterreich. Die der heiligen Agatha geweihte Kirche gehört zum Dekanat Melk in der Diözese St. Pölten. Die Pfarrkirche steht unter Denkmalschutz.

## Geschichte
Die Kirche ist eine Gründung der Regensburger Bischöfe im 9. Jahrhundert und war im 11./12. Jahrhundert eine Filiale von Hürm. Der Kirchhof wird im Süden durch eine Futtermauer abgeschlossen. Dies deutet auf eine frühmittelalterliche Burgkirchenanlage hin. 1160 wird eine Pfarre, 1325 urkundlich ein Pfarrer genannt. Im 17./18. Jahrhundert war die Kirche wieder eine Filiale. 1761 wurde wieder eine Pfarre errichtet. Die heutige Kirche wurde 1743/1746 unter Verwendung alten Mauerwerkes vermutlich mit Josef Wissgrill erbaut und 1746 geweiht.

## Architektur
Kirchenäußeres
Das Langhaus zeigt sich schlicht und ungegliedert mit einem umlaufenden Traufgesims unter einem Satteldach. Südseitig wurde ein stark beschädigtes, gotisches Gewände eines Spitzbogenportals freigelegt. Der im Westen halb eingestellte Turm zwischen Volutenflanken trägt einen kleinen Doppelzwiebelhelm.
Kircheninneres
An das zweijochige Langhaus mit einem schmäleren westlichen Emporenjoch schließt ein quadratischer Chor an, beide unter tiefen Platzlgewölben auf Pilastern und Gebälk. Die vorgerundete Emporenbrüstung zeigt Akanthusblattstuck.

## Ausstattung
Die Kirche hat eine reiche barocke Einrichtung aus dem 18. Jahrhundert.
Die Orgel baute Herbert Gollini (1980). Eine Glocke goss Johann Gottlieb Jenichen (1823).